# Miranda Kerr
Miranda May Kerr (Sídney, 20 de abril de 1983) es una modelo y empresaria australiana, más conocida por haber sido uno de los ángeles de Victoria's Secret desde 2007 hasta 2013, y por ser la primera australiana en hacerlo. 
Kerr también ha trabajado con Natalie Portman y es la embajadora de moda de la firma australiana David Jones. Kerr inició su carrera de modelaje a los 13 años, en 1997, cuando participó en un concurso realizado por Dolly Magazine e Impulse Fragances, el cual ganó.
El 13 de mayo de 2010, Forbes publicó que Miranda ocupaba el puesto n.º 9 entre Las 10 Top Models mejor pagadas del mundo, con un ingreso anual de 3,5 millones de dólares. El 14 de junio de 2012, Miranda ocupó el puesto n.º 7 de "Las 10 Top Models mejor pagadas del mundo", con un ingreso anual de 4 millones de dólares.

## Primeros años
Miranda May Kerr nació en Sídney, pero se crio en Gunnedah, Nueva Gales del Sur. Sus padres son Therese y John Kerr, y tiene un hermano menor llamado Matt. En una entrevista, Kerr dijo ser de ascendencia inglesa, francesa y escocesa. Durante su infancia, Kerr montó motocicletas y también caballos, en la granja de su abuela. Ella describe su infancia en el campo de Australia como "con pies sobre la tierra... no había ninguna pretensión y a nadie realmente le importaba lo que llevabas puesto. Solo ser tú mismo". Su familia luego se mudó a Brisbane para que Miranda y su hermano experimentaran la vida de ciudad, donde Kerr se graduó en el All Hallows' School en el año 2000. Kerr había previsto inicialmente estudiar nutrición en una universidad antes de proseguir con el modelaje.

## Carrera
Miranda comenzó su carrera como modelo antes de salir de la escuela secundaria, cuando ganó el concurso de la revista Dolly Magazine en 1997. En ese momento, su corta edad desató controversia, pero Miranda volvió a su ciudad natal en Australia y finalizó sus estudios y luego se fue a estudiar Nutrición y Psicología de la Salud en la Academy of Natural Living (Academia de Vida Natural).
En los siguientes años trabajó para las marcas Billabong, Roxy y Tigerlily. En 2003 comenzó a trabajar con la agencia Madison Models en París, mas su carrera realmente despegó con una campaña publicitaria para Ober Jeans Paris en 2004, con el fotógrafo Erick Seban-Meyer.

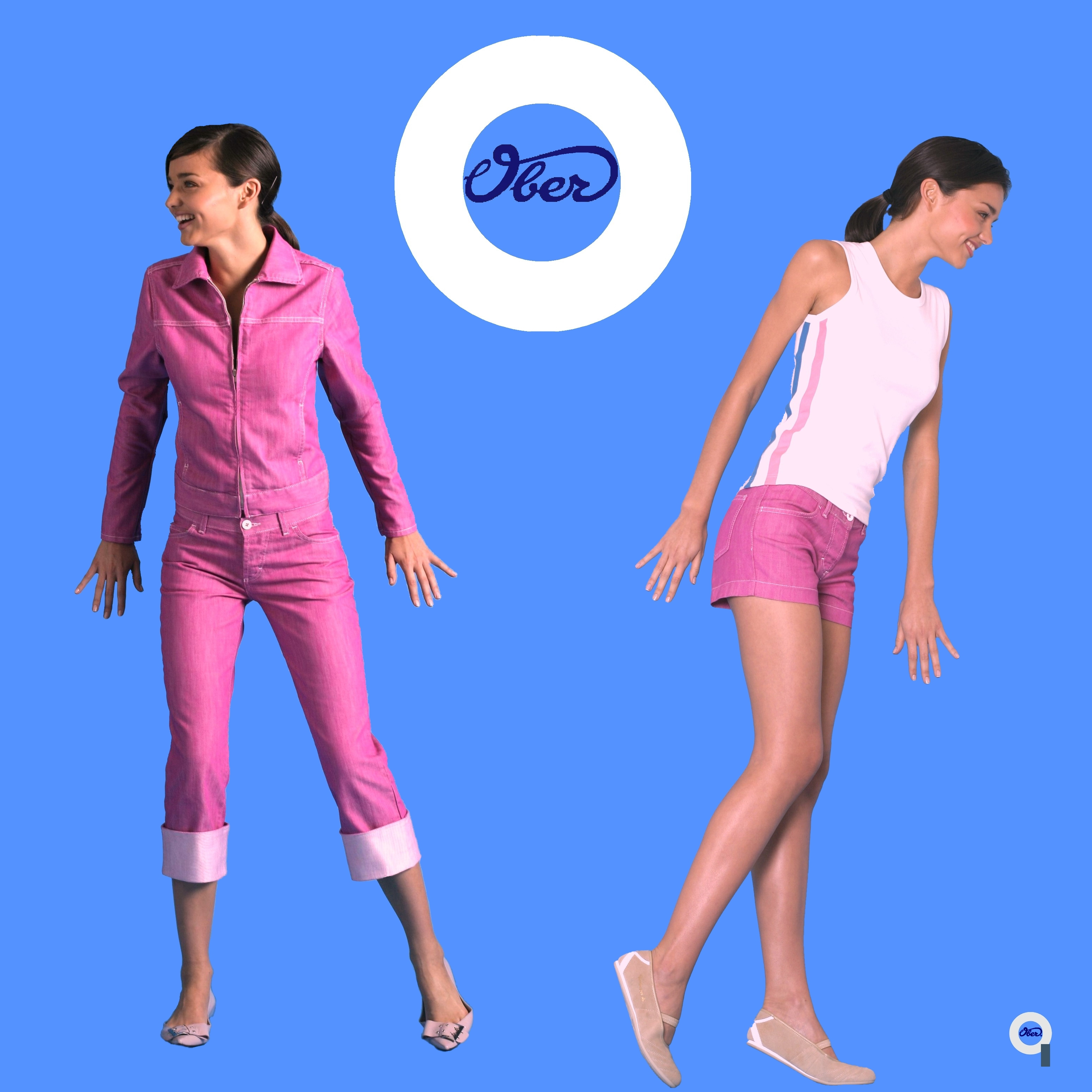
Miranda Kerr, Ober Jeans Paris.

Posteriormente se trasladó a Nueva York y desde entonces ha trabajado para marcas tales como LAMB, Neiman Marcus, Veet, Clinique, Maybelline New York y Roberto Cavalli. También ha aparecido en la portada de las revistas ELLE, Cleo, Cosmopolitan, Vogue y Harper's Bazaar. 
En 2006, Kerr apareció en el episodio final de Proyect Runway, modelando ropa de la colección final de Daniel Vosovic. Al mismo tiempo, firmó un contrato con la marca de cosméticos estadounidense Maybellyne New York, lo que le permitió aparecer en portadas de revistas como Cosmopolitan, CLEO y Elle.
En 2007 se convirtió en el rostro de la firma californiana ARDEN B. También apareció en un episodio de How I Met Your Mother, junto con Alessandra Ambrosio, Adriana Lima, Heidi Klum, Selita Ebanks y Marisa Miller. Igualmente, fue modelo, en 2010, para Prada, firma con la que también desfiló al lado de Alessandra Ambrosio y Doutzen Kroes. Ese mismo año también fue el rostro de Jill Sander.
Kerr Apareció en el Calendario de Pirelli 2010, fotografiado por Terry Richardson en Bahía, Brasil.
Apareció por primera vez en la portada de Vogue Italia, donde fue elegida para ser la Nueva Versión de la Feminidad, con fotografías en 3-D, y en la portada de Vogue Spain, en septiembre. En enero de 2011, se convirtió en la primera embarazada en aparecer en la portada de la revista Vogue de Australia.
Tan solo dos meses después de dar a luz a su primer hijo, Kerr ya estaba de vuelta para desfilar en La Semana de la Moda de París, para Balenciaga. Este mismo año, fue elegida para ser la embajadora de La Hora de la Tierra en 2011, y fue el rostro para la firma mexicana Liverpool en septiembre de 2011.
En la segunda Semana de la Moda en París, desfiló para Christian Dior, Lanvin, Stella McCartney, Chanel, Viktor & Rolf, John Galliano y Loewe. 
En enero de 2012, Kerr fue nombrada nueva embajadora de la aerolínea australiana Qantas Airlines. Kerr realizó una sesión de fotos para la revista Grazia de Australia, en la que aparece como la Mujer Maravilla de Australia, en enero de 2012. Miranda fue juez invitada en el programa de televisión Project Runway All Stars, apareciendo en el Episodio 4, el 26 de enero en 2012. En la lista del top 100 de las mujeres más sexys hecha por Ask.men, Miranda ocupó el cuarto lugar. En marzo de 2012, Kerr trabajó para la marca Lipton, en la que actuó de camarera y cantando en japonés. El mismo mes desfiló por segunda vez para la marca Chanel y Miu Miu, junto con su compañera Doutzen Kroes, en la Semana de La Moda en París. En marzo de 2012, fue elegida por segunda vez consecutiva como Embajadora Global de la Hora del Planeta. En abril de 2012, apareció por segunda vez en la portada de Who Australia como la persona más bella del 2012, junto a su hijo Flynn. 
Miranda Kerr, conocida como el ángel australiano, por ser imagen de la conocida firma Victoria Secret's, se ha convertido en la protagonista del nuevo catálogo de la firma española Mango para la temporada primavera-verano de 2013.
Mango ha contado para su nueva campaña primavera-verano 2013 con Inez van Lamsweerde y VinoodhMatadin como fotógrafos responsables, con quienes ya habían colaborado en anteriores campañas como la de Kate Moss. La campaña, realizada en Nueva York a mediados de noviembre, no busca grandes novedades ni sorpresas, sino un acabado agradable y sencillo. Todo queda dentro del estudio. 
KORA Organics (Línea cosmética)

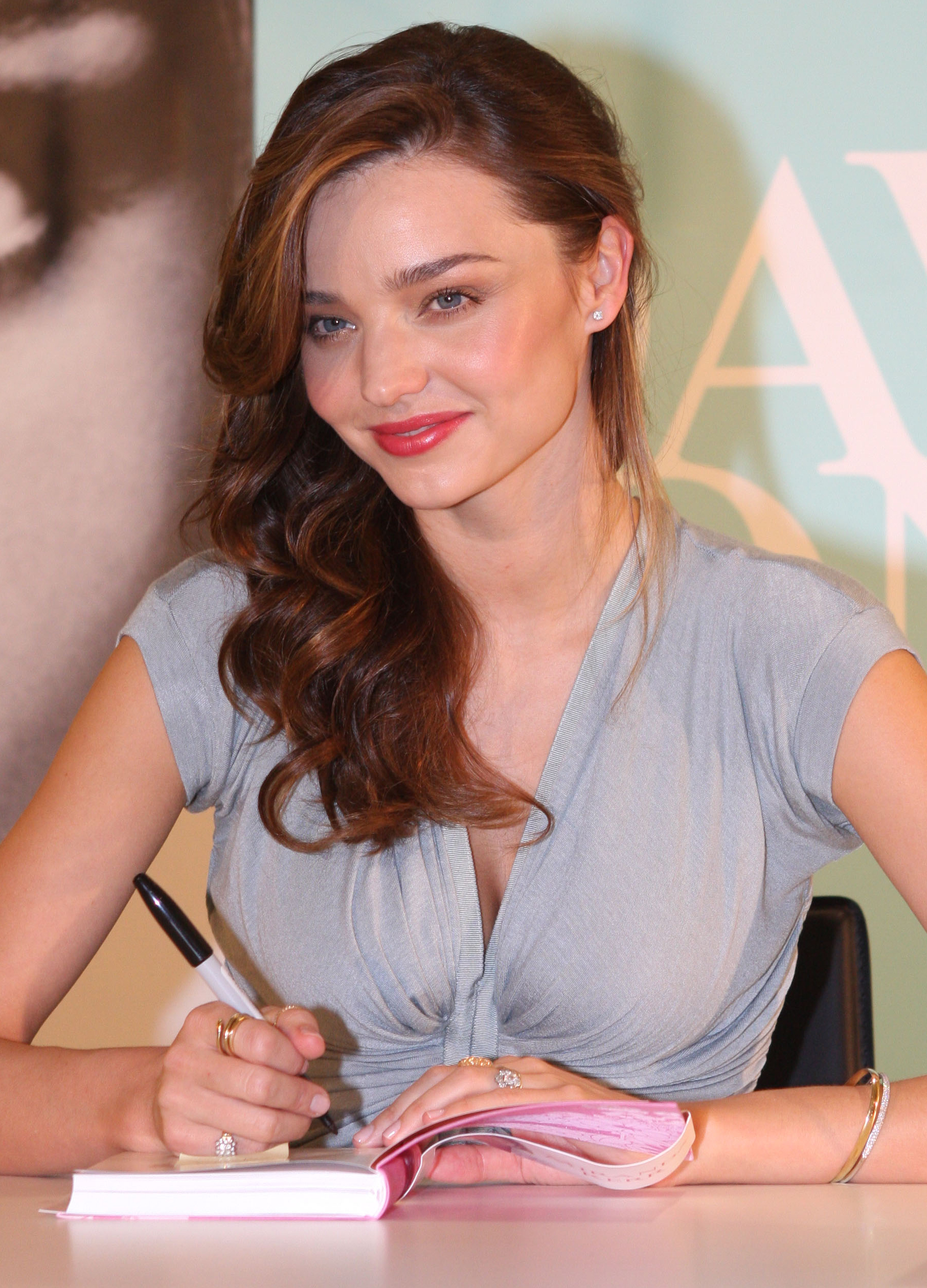
Kerr en su firma de libros de Treasure Yourself en 2011.

KORA Organics by Miranda Kerr es la línea de tratamientos orgánicos de Miranda Kerr, un reflejo de su pasión por vivir un estilo de vida saludable y ecológico. Comenzó a desarrollar KORA Orgánica Cuidado de la Piel con un equipo de expertos. KORA Productos orgánicos cuidado de la piel son ricos en antioxidantes Noni, ácidos grasos esenciales, extractos herbales, aceites esenciales y vitamina A, C y E y muchos otros de gran rejuvenecimiento y la reposición de los ingredientes. Diseñado para nutrir, reponer y volver a hidratar la piel. Su madre, Therese, es la mánager desde febrero de 2010 y su hermano Matt, también trabaja para la línea.
Treasure Yourself (Libro)
El primer libro de Miranda, Treasure Yourself, es una colección de pensamientos, recuerdos y lecciones para la automejora personal. Escrito para una nueva audiencia de adultos jóvenes, el libro tiene lecciones importantes sobre la autoconfianza, belleza interior y la aceptación. Treasure Yourself utiliza parte de la sabiduría clásica que ha inspirado a Miranda, incluso varios pensamientos de autores de renombre mundial y líderes espirituales tales como Deepak Chopra, Wayne Dyer, Louise Hay, entre otros. El libro también incluye ilustraciones personales de sus amigos y la familia de Miranda demostrando una herencia que se transmite de generación en generación. [cita requerida]

### Victoria's Secret
En el año 2006 Kerr aparece por primera vez en las pasarelas de Victoria's Secret y en 2007 se convierte en ángel oficial de la marca, ese mismo año es elegida como la segunda portavoz oficial de la submarca PINK, en reemplazo de Alessandra Ambrosio. Su popularidad fue creciendo a medida que apareció en los desfiles anuales de la marca desde 2006 a 2009. En el año 2010 no participa en el desfile debido a su embarazo. 
En 2011, fue elegida para portar el Fantasy Treasure Brad valorado en $2.5 millones de dólares, ese mismo año obtuvo el privilegio de cerrar dos segmentos y abrir uno, convirtiéndose en el único ángel en obtener dicha distinción. Dejó de desfilar para la marca en el año 2012.
Por su paso por Victoria's Secret, Kerr participó en seis desfiles en los cuales dio apertura a dos segmentos, cerró otros cuatro, fue portavoz oficial de la submarca PINK y lució el Fantasy Brad en una ocasión.

## Imagen pública

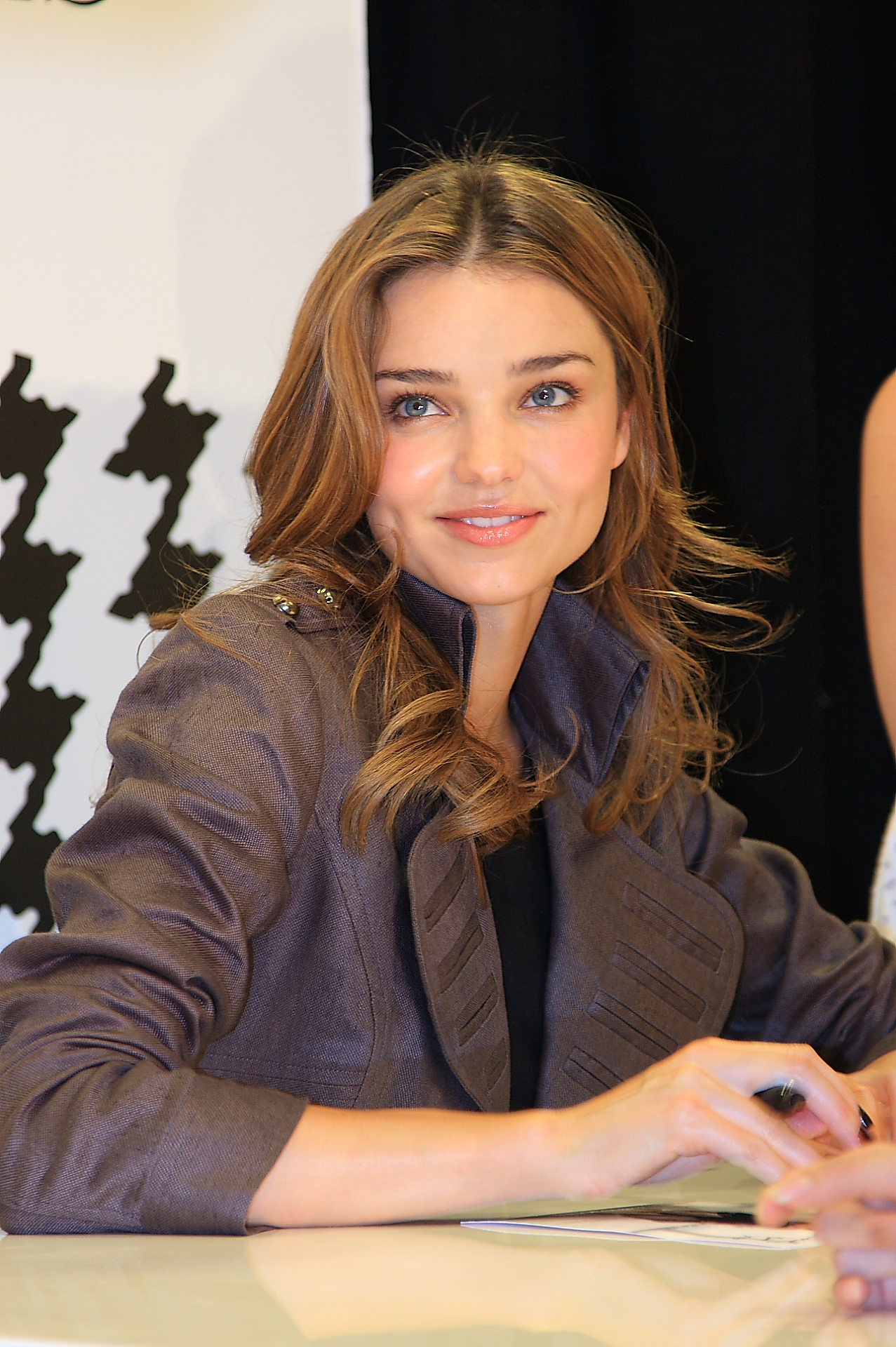
Miranda Keer en 2009.

Aunque ella es una admiradora de Christy Turlington, a Miranda Kerr la han comparado a nivel físico con las bellezas clásicas y actuales, como, Gemma Ward, Lily Cole, y la leyenda del modelado de Australia, Elle Macpherson. Kerr fue considerada "la nueva Elle Macpherson" en el mundo de la moda. En junio de 2009, Kerr posó desnuda y encadenada a un árbol en la revista Rolling Stone, con el fin de atraer la atención para la protección del koala.
A principios de febrero de 2010, Kerr sin darse cuenta se convirtió en tema de noticia cuando David Kiely, un banquero con sede en Sídney, fue pillado viendo fotos "picantes" de la modelo en su computadora mientras un colega estaba siendo entrevistado en vivo. A los pocos días, el clip de la entrevista fue subido a YouTube y recibió más de 1,3 millones de visitas. Cuando Kiely fue suspendido, una campaña fue puesta en marcha por Internet en su nombre, Kerr le respaldó: "Me han dicho que hay una petición para salvar su trabajo, y por supuesto que la firmaría." El episodio provocó un aumento de 100% en el número de búsquedas de Google para el nombre de Kerr. Pocos días después del incidente, se anunció que Kiely podría mantener su puesto de trabajo en Macquarie.

## Vida personal
En 2003, Kerr comenzó a salir con el corredor de bolsa Adrian Camilleri. Tras una investigación de la Comisión Australiana de Valores e Inversiones, Camilleri fue declarado culpable de cinco cargos de conducta fraudulenta de febrero de 2003 a febrero de 2004. Kerr posteriormente terminó la relación. Un informe de periódico de 2007 afirmó que Kerr sufrió pérdidas financieras "tras haber solicitado asesoramiento financiero de su novio", pero optó por no emprender acciones legales.
Anteriormente tuvo una relación larga con Jay Lyon (antes conocido como Brent Tuhtan), el cantante de la banda Tamarama, quien apareció en la primera temporada de la serie de MTV, The City. Kerr apareció en un videoclip de la banda, de la canción "Everything To Me". Los dos fueron pareja aproximadamente por cuatro años, pero su relación se terminó por mutuo consentimiento a mediados del año 2007.

### Primer matrimonio
A principios de 2007, Kerr y el actor británico Orlando Bloom fueron ligados sentimentalmente. Poco después la pareja confirmó su relación. En junio de 2010, el representante de la modelo confirmó que la pareja se había comprometido. El 23 de julio de 2010 se confirmó la noticia de que la pareja había contraído matrimonio en Los Ángeles. Poco después se anunció que la modelo estaba embarazada. Finalmente, el 6 de enero de 2011, Miranda dio a luz a su primer hijo, Flynn Christopher Bloom. La pareja se separó en octubre de 2013, alegando "diferencias irreconciliables".

### Segundo matrimonio
En 2015 Kerr empezó una relación con Evan Spiegel (cofundador de Snapchat), con el que se comprometió en julio de 2016. La pareja se casó en mayo de 2017, en una ceremonia íntima celebrada en Los Ángeles a la que solamente acudieron 45 personas. A mediados de noviembre Kerr confirmó su embarazo. El 7 de mayo de 2018, la modelo dio a luz a su segundo hijo, Hart Spiegel. En marzo de 2019 se dio a conocer su tercer embarazo. El 5 de octubre de 2019 dio a luz a su tercer hijo, Myles Spiegel. En septiembre de 2023 hizo público en Snapchat que iba a ser madre por cuarta vez de un niño. Su cuarto hijo, Pierre Kerr Spiegel, nació el 27 de febrero de 2024.